# Tove Kohala
Tove Kohala (29 gennaio 2001) è una slittinista svedese.

## Biografia
È figlia di Hans Kohala, ex slittinista attivo negli anni ottanta e novanta, che partecipò alle Olimpiadi di Albertville 1992 e Lillehammer 1994, e presidente della Federazione svedese di slittino. Il fratello Svante Kohala e la sorella Johanna Kohala sono entrambi slittinisti.
La sua squadra di club è il Skargardens Rodel och Kalkklubb. E' allenata da Anders Soederberg. 
Ha fatto parte della spedizione svedese ai Giochi olimpici giovanili di Lillehammer 2016, dove si è piazzata 19ª nel singolo.
Ha esordito agli mondiali di Innsbruck 2017, classificandosi 41º nel singolo.
Ha debuttato in Coppa del Mondo nel 2020.
Ha rappresentato la Svezia ai Giochi olimpici invernali di Pechino 2022, gareggiando sul tracciato del National Sliding Centre, completando la prova del singolo al 20º posto.